# Ганновер 96
«Ганно́вер 96» (нім. Hannover 96) — німецький професіональний футбольний клуб із Ганновера, Нижня Саксонія.

## Історія
Клуб було засновано 12 квітня 1896 року на базі спортивного клубу для школярів, першими спортивними секціями якого були регбі та атлетика. Формування футбольної секції завершилося значно пізніше, а саме 25 липня 1899. 1913 року було утворено «Спортивний клуб Ганновер 96», до якого увійшли всі великі спортивні об'єднання Ганновера. Клуб був дуже великою організацією, одним із перших його голів був майбутній президент Німеччини Пауль фон Гінденбург.
Перших успіхів клуб досягнув на початку 1930-х років. Вони були пов'язані з іменами тренера Роберта Фукса (Robert Fuchs) та гравців національної збірної Німеччини Фріца Дайке (Fritz Deike), Людвіга Пелера (Ludwig Pöhler) та Едмунда Малецького (Edmund Malecki). В ці роки клуб завоював перше чемпіонство (1938). Загалом же у його активі дві перемоги в чемпіонаті Німеччини й обидві ще до заснування Бундесліги (в 1938 та 1954 роках), а також перемога в кубку Німеччини 1992 року, який команда виграла як учасник другої ліги — перший подібний випадок в історії німецького футболу.
Після того, як 1964 року клуб уперше пробився до Бундесліги, він переходив у різні ліги від першої до третьої, багато років виступав у регіональній (третій) лізі. Востаннє пробився до Бундесліги 2002 року й відтоді виступає саме там. Під час сезону 2009/2010 10 листопада 2009 року покінчив життя самогубством тогочасний капітан команди воротар Роберт Енке.
Найуспішнішим тренером «Ганновера» в новітній історії став Мірко Сломка. Його було призначено на посаду головного тренера 19 січня 2010 року, де він замінив Андреаса Бергманна. На той момент «червоні» займали лише шістнадцяту сходинку у таблиці Бундесліги після вісімнадцяти турів. У першому матчі під керівництвом нового тренера «Ганновера» програв «Майнцу» 1:0 на виїзді, але далі Сломка зумів зробити найголовніше — зберегти місце в елітному дивізіоні. Сезон 2009-10 «Ганновер» завершив на п'ятнадцятому місці, що дозволило уникнути стикових матчів.
Сезон 2010-11 став справжнім проривом для «Ганновера». Команда, скориставшись проблемами грандів на кшталт «Шальке» і «Вердера», зайняла четверте місце, що дозволило ій отримати право представляти Німеччину в Лізі Європи наступного року. Цей результат став найкращим для клубу з 1950-х років. Більше того, до 29 туру включно «червоні» займали третє місце, що дозволяло б їм потрапити до Ліги Чемпіонів. Але здобувши лише дві перемоги в останніх п'яти матчах, команда на фінішній прямій пропустила вперед більш досвідчену мюнхенську «Баварію». Основою цього успіху став дует форвардів Абделлауе-Я Конан, які забили на двох 24 м'ячі. Значний внесок зробили молоді гравці, як-от: Мануель Шмідебах, Рон-Роберт Цилер, Ларс Штіндль, Костянтин Рауш.
Влітку 2011 команду поповнили форвард «Манчестер Юнайтед» Маме-Бірам Діуф і досвідчений захисник «Шальке» Крістіан Пандер, при цьому ніхто з лідерів клуб не залишив. «Ганновер» зайняв сьоме місце, поступившись лише об'єктивно більш сильним колективам. Найкращим бомбардиром команди знов став норвежець Мохаммед Абделлауе, який забив 11 голів. У Лізі Європи «червоні» дебютували дуже впевнено, перегравши в раунді плей-офф сильну іспанську «Севілью» (3:2 за сумою двох зустрічей). Три перемоги, дві нічиї і одна поразка дозволили німцям подолати груповий етап, де їм протистояли бельгійський «Стандард», данський «Копенгаген» і українська «Ворскла». В 1/16 і 1/8 фіналу «Ганновер» пройшов дві бельгійські команди — «Брюгге» (3:1 за сумою двох матчів) і «Стандард» (6:2). Але у чвертьфіналі «червоні» поступились майбутньому тріумфатору Ліги Європи — мадридському «Атлетіко» (2:4).
Влітку 2012 року до команди прийшли Себастьєн Поконьолі, Феліпе (обидва зі «Стандарда»), Сабольч Хусті («Зеніт») і Йоган Джуру («Арсенал», оренда). З основних гравців клуб залишили півзахисник Моріц Штоппелькамп і захисник Емануель Погатець. У першому турі Бундесліги 2012-13 «Ганновер» розписав мирову 2:2 з гельзенкірхенським «Шальке». «Червоні» непогано почали чемпіонат, закріпившись на шостому місці, але згодом впали на десяту сходинку, зумівши до кінця сезону піднятись лише на дев'яту позицію. У Лізі Європи команда дуже легко пробилась до групового раунду, розібравшись із ірландським «Сент-Патрікс» (5:0) і польським «Шльонськом» (10:4). За результатом жеребкування «Ганновер» був відібраний до групи L, в якій він зайняв перше місце, залишивши позаду іспанський «Леванте», шведський «Хельсінгборг» і голландський «Твенте». Але вже в 1/16 фіналу німці поступились російському «Анжі» із рахунком 2:4. Найбільше голів у сезоні за «червоних» забив молодий сенегальский нападник Маме Діуф.
Після завершення сезону клуб залишила ціла низка колишніх лідерів: Сержіу Пінту, Костянтин Рауш, Мохаммед Абделлауе, захисник Карім Хаггі. Не зумівши їх замінити, «Ганновер» став здавати позиції. В грудні команда займала тринадцяту сходинку, здобувши лише п'ять перемог у сімнадцяти зустрічах. Після поразки від «Фрайбурга» із рахунком 2:1 було оголошено про те, що Мірко Сломка залишає свою посаду. Причиною цього стали незадовільні результати команди. Передусім це стосувалось гри на виїзді, де «червоні» не зуміли заробити жодного залікового пункту. Спортивний директор клубу Дірк Дуфнер так прокоментував цю новину: «Це рішення не було для нас нелегким. Але разом ми впевнені, що маємо щось змінити». Президент «Ганновера» Мартін Кінд висловив подяку екс-тренеру за його роботу: «Хочу особисто подякувати Мірко Сломці за те, що він врятував нас від вильоту до другого дивізіону і двічі вивів до Ліги Європи УЄФА. Ці успіхи завжди будуть асоціюватись із його ім'ям».
Наступником Сломки став турок Тайфун Коркут. Сезон команда завершила на десятому місці. Влітку 2014 року клуб залишили Дідьє Я Конан, Сабольч Хусті, Себастьєн Поконьолі, Маме-Бірам Діуф (Хусті і Діуф були найкращими бомбардирами «червоних»). Протягом сезону 2014-15 після тринадцятиматчевої безвиграшної серії Коркута звільнили. На його місце було призначено Міхаеля Фронтцека (спочатку як виконуючого обов'язки головного тренера, а згодом і на постійній основі). Під його керівництвом «Ганновер» сфінішував на тринадцятому місці. Після завершення сезону про своє розставання із командою оголосили Ларс Штіндль, Хоселу (знову два найкращі бомбардири), Леонардо Біттенкур, Джиммі Бріан.
Головним спонсором клубу є німецьке акціонерне товариство в індустрії туризму — TUI.

## Досягнення
- Чемпіонат Німеччини:
  - Чемпіон (2): 1938, 1954
- Кубок Німеччини:
  - Володар (1): 1992